# Mason Phelps
Mason Elliott Phelps (* 7. Dezember 1885 in Chicago, Illinois; † 2. September 1945 in Lake Forest, Illinois) war ein US-amerikanischer Golfer.

## Biografie
Mason Phelps stammte aus einer wohlhabenden Familie und spielte Golf im Midlothian Country Club. Bei den Olympischen Spielen 1904 in St. Louis wurde er mit der Western Golf Association im Mannschaftswettkampf Olympiasieger. Im Einzel hingegen schied er im Viertelfinale gegen Francis Newton aus.
Von 1907 bis 1912 nahm er am U.S. Amateur teil. 1909 verlor er im Halbfinale gegen Robert Gardner und 1912 im Viertelfinale gegen Jerry Travers. Seine größten Siege erzielte er 1908 und 1910, als er die Western Amateur gewann.
Phelps gründete nach seinem Universitätsabschluss die Pheoll Manufacturing Co.